# 约翰·鲁道夫·托尔贝克
约翰·鲁道夫·托尔贝克（Johan Rudolf Thorbecke，1798年1月14日—1872年6月4日），荷兰首相（1849～1853，1862～1866，1871～1872），荷兰最主要的政治人物之一。受1848年革命影響，他几乎单枪匹马起草修改荷兰宪法，减少和削弱国王的权力，把大部分权力轉移至国会。

## 生平
托尔贝克生于兹沃勒，在阿姆斯特丹学习古典文学和哲学，后就读于德国几所大学。
1871年1月4日托尔贝克领导他的第三次内阁，同時兼任首相和內政大臣。他的军队改革计划进行失败，那年12月病倒，他没有康复，在海牙家中逝世。他是19世纪中期荷兰的主要政治人物，在荷兰议会历史中处于重要地位。在阿姆斯特丹和兹沃勒有他的两座塑像，在荷兰议会大楼其中一间房是以他的名字命名。
他撰写了许多历史文章，但也有不少报纸的（尤其是在'Journal de La Haye')主题。他出版了一本研究历史哲学（德文），而所有的讲话在议会已出版。